# Lonchoptera pictipennis
Lonchoptera pictipennis är en tvåvingeart som beskrevs av Mario Bezzi 1899. Lonchoptera pictipennis ingår i släktet Lonchoptera och familjen spjutvingeflugor. Inga underarter finns listade i Catalogue of Life.